# Eiphosoma strontorium
Eiphosoma strontorium là một loài tò vò trong họ Ichneumonidae.